# Delft Zuid vasútállomás
Delft Zuid vasútállomás vasútállomás Hollandiában, Delft városában.

## Vasútvonalak
Az állomást az alábbi vasútvonalak érintik:
- Amsterdam–Rotterdam-vasútvonal

## Kapcsolódó állomások
A vasútállomáshoz az alábbi állomások vannak a legközelebb:
- Delft vasútállomás (Den Haag Hollands Spoor station, északnyugat)
- Schiedam Centrum vasútállomás (Rotterdam Centraal, délkelet)